# Fady

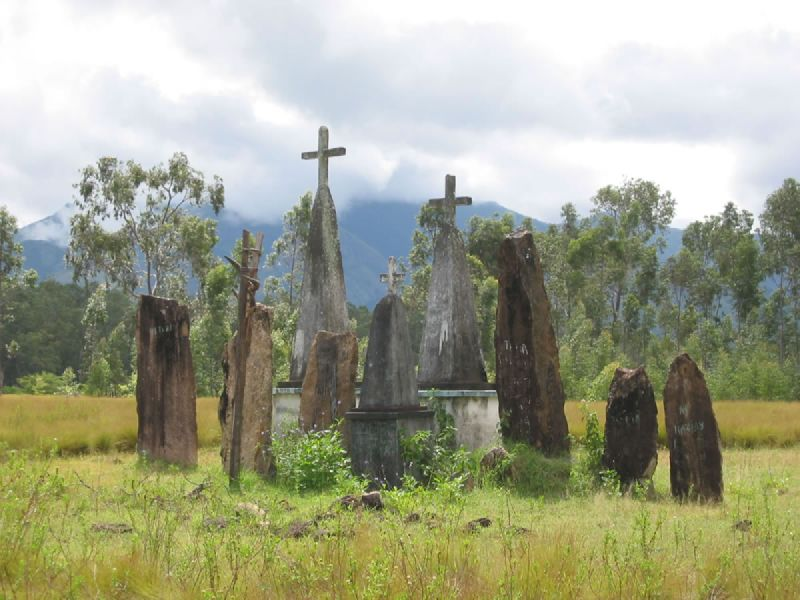
À Madagascar, de nombreux cimetières sont protégés par un fady.

Le fady (mot signifiant « interdiction »), dans la culture malgache, fait référence à un large éventail d'interdictions culturelles ou de tabous.

## Définition
Les personnes, les lieux, les actions ou les objets peuvent faire l'objet de fady, qui peuvent varier selon les différentes régions de Madagascar. Les tabous sont censés être imposés par des pouvoirs surnaturels et sont particulièrement liés au culte des ancêtres malgaches. Bien que certaines soient organisées dans tout le pays, d'autres peuvent concerner des régions, des villages ou même des familles individuelles. Les fady font partie intégrante de l'identité malgache et jouent un rôle important dans la formation de la communauté et de l'identité.
Le monde spirituel malgache est saturé de fady : les ancêtres, les animaux et les objets édictent des règles. L'au-delà n'est pas perçu comme un royaume inaccessible et participe au monde des vivants (Tsy maty ny maty (« les morts ne sont pas morts ») dit un proverbe). De là découlent de nombreux fady.
Les fady peuvent concerner des personnes d'un âge, d'un statut ou d'un sexe particulier. Par exemple, un fady empêche l'utilisation d'une espèce de pandanus, le Vakoan’Olana (Pandanus longissimepedonculatus) comme matelas de couchage pour les mères allaitantes. Un fady s'applique aux femmes enceintes qui ne peuvent manger ni écrevisses et crabes (risque de naissances multiples et dangereuses), ni d'anguilles (risque de fausse couche).
Les interdictions courantes incluent celles qui interdisent de pointer une tombe du doigt et, pour les observateurs, de décrire un nouveau-né comme étant laid. Parmi les plus courants également, les fady liés à la nourriture (interdiction pour un village de manger du porc, de l'oie, etc.). De nouveaux fady sont créés constamment. Lorsqu'une nouvelle initiative ou entreprise est lancée, une offrande rituelle (joro) doit être faite pour prouver qu'elle n'est pas fady. Ceux qui enfreignent un fady (ota fady à l'infinitif) sont rejetés comme impurs (maloto) et pourraient mettre en danger l'équilibre spirituel de la communauté, peu importe si oui ou non l'infraction était délibérée. Les étrangers à Madagascar sont invités à respecter le fady local et à modifier leur comportement en conséquence.
Les fady exercent également une influence importante sur d'autres aspects de la culture malgache. Le mot malgache pour « s'il vous plaît » ou « excusez-moi » est azafady, traduisant littéralement par « puisse-t-il ne pas être fady pour moi ».
Certains auteurs ont fait valoir que le concept de fady est conceptuellement similaire aux tabous sociaux non écrits de la culture occidentale, dans lesquels le non-respect peut conduire à ce que celui qui viole un tabou soit rejeté par la communauté.

## Exemples defady
- Chez les Antambahoaka, un fady interdit d'élever des jumeaux. Cela provoque l'abandon d'un des deux nouveau-nés. Cette pratique est régulièrement dénoncée par les instances nationales et internationales, mais la coutume est fortement ancrée[8].
- De nombreux fady concernent les lémuriens, notamment les indris et les propithèques (ou sifakas) qui sont ainsi protégés de la chasse et de la consommation en raison de leur ressemblance avec les humains et leurs ancêtres, principalement en raison de leur grande taille et de leur posture debout. La ressemblance est encore plus forte pour les indris, qui n'ont pas la longue queue de la plupart des lémuriens.

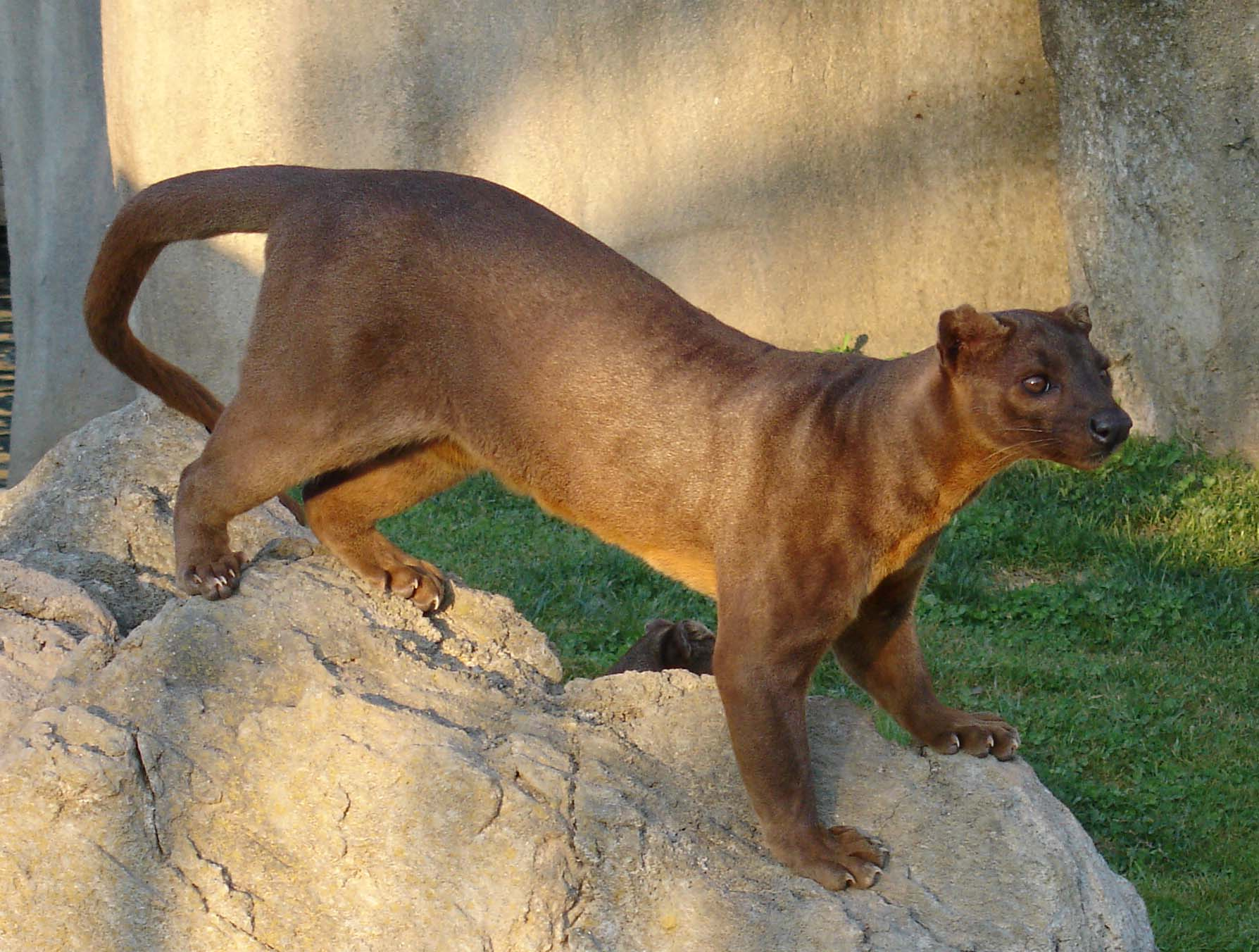
Un fossa.

- Le fossa et plusieurs de ses cousins endémiques plus petits comme la civette malgache (Fossa fossana) ou l'euplère de Goudot (Eupleres goudotii), ainsi que la civette indienne (Viverricula indica), connus pour se nourrir sur les corps des ancêtres qui sont enterrés dans la forêt dans des fosses peu profondes voient leur consommation strictement interdite par un fady[9].
- Sur les Hauts-Plateaux Imerina, la consommation du Grand hérisson tenrec (Setifer setosus) est fady.
- Un fady interdit aux chiens de franchir le seuil d'une maison, c'est d'ailleurs le seul animal domestique à ne pas être autorisé dans une demeure.
- Au lac d'Antagnavo, un lac sacré, il est interdit de s'y baigner, d'y cracher, d'y satisfaire ses besoins naturels et d'y naviguer. En outre personne n'a le droit de vendre les poissons pêché dans le lac[10].